# Boophis axelmeyeri
Boophis axelmeyeri är en groddjursart som beskrevs av Vences, Andreone och David R. Vieites 2005. Boophis axelmeyeri ingår i släktet Boophis och familjen Mantellidae. IUCN kategoriserar arten globalt som sårbar. Inga underarter finns listade.